# Amelia Yeomans
Amelia Yeomans, née Amelia LeSuer à Québec le 29 mars 1842 et morte le 22 avril 1913 à Calgary, est une suffragette, une doctoresse et une activiste pour la tempérance québécoise.
Elle est active à Winnipeg vers la fin du XIXe siècle.

## Biographie

### Jeunesse
Amelia Yeomans est née à Québec le 29 mars 1842. Elle est la fille de Peter LeSueur et Barbara Dawson. Elle se fait scolariser à la maison par ses parents qui accordent une grande importance à l'éducation. En 1860, elle épouse le Dr Augustus A. Yeomans qui plus tard est employé comme aide-chirurgien dans l'armée américaine. En 1862, les Yeomans déménagent aux États-Unis durant la guerre de Sécession. Amelia Yeomans eut deux enfants, Lilian et Charlotte, avant la mort inopinée de son époux en 1878.

### Formation
En 1879, Amelia Yeomans décide de poursuivre des études de médecine à l'université d'état du Michigan. Elle y rejoint sa fille Lilian Yeomens qui a commencé ses études un an avant elle. Les deux femmes y subissent les préjudices courants à l'époque envers les femmes qui étudient dans un domaine traditionnellement réservé aux hommes.

### Carrière en médecine sociale
Après l'obtention de son diplôme de médecin, Amelia Yeomans rejoint sa fille Lilian à Winnipeg en 1883 où elles pratiqueront toutes les deux la médecine. Cependant, elle ne recevra pas une licence officielle avant 1885. Amelia et Lilian Yeomens décident de se spécialiser en obstétrique et s'intéressent généralement aux maladies affectant femmes et enfants. En tant que praticiennes de médecine sociale, les Yeomens s'intéressent non seulement au traitement physique, mais aussi à la cause sociale des maladies. Elle dénonce les conditions de prisonnières, de travailleuses du sexe et de femmes sans emploi, et rend les hommes responsables. Durant sa carrière, Amelia Yeomans organise une conférence réservée aux hommes dans le but de les éduquer en ce qui concerne les maladies vénériennes et solliciter leur appui pour l'amélioration de la condition féminine.

### Activisme
Son expérience dans le travail fait réaliser à Amelia Yeomans le rôle important et destructeur que joue l'alcool dans la société. Elle se joint alors à la 'Woman's Christian Temperance Union (WCTU) et milite pour la prohibition de l'alcool. Elle réalise aussi que la réforme politique ne sera pas possible sans le suffrage des femmes. Son argument est que les femmes sont les mieux placées pour avancer la réforme politique puisque, pour elle, les femmes sont les protectrices des mœurs de la communauté et qu'elles voteront nécessairement en faveur de la prohibition. En 1893, elle organise un simulacre du parlement avec le support de la Woman's Christian Temperance Union, où elle joue le rôle de première ministre. Elle y invite plusieurs députés dont plusieurs y assisteront. Vers la fin de la séance, deux pétitions en faveur du suffrage des femmes circulent. Ces pétitions recueillent des milliers de signatures. En 1894, Amelia Yeomens participe à la fondation de la Equal Franchise Association et agit en tant que la première présidente de l'association. Elle sera également présidente régionale de la Woman's Christian Temperance Union de 1896-1897.

### Fin de vie
En 1904, elle rejoint sa plus jeune fille Charlotte à Calgary. Elle ne pratique plus la médecine durant cette période, mais demeure active au sein des mouvements pour le suffrage des femmes et la tempérance. Amelia Yeomans meurt le 22 avril 1913 à Calgary.